# Resolução 211 do Conselho de Segurança das Nações Unidas
A Resolução 211 do Conselho de Segurança das Nações Unidas aprovada em 20 de setembro de 1965, depois que os apelos para um cessar-fogo nas resoluções 209 e 210 foram ignorados, o Conselho exigiu que um cessar-fogo entre em vigor às 07h00 GMT de 22 de setembro e que ambas as forças se retirem para as posições antes de 5 de agosto. O Conselho solicitou ao Secretário-Geral que assegurasse o controle do cessar-fogo e exortou todos os Estados a absterem-se de qualquer ação que pudesse agravar a situação. O Conselho decidiu igualmente que, logo que se pudesse chegar a um cessar-fogo, consideraria as medidas que poderiam ser tomadas para ajudar a resolver o problema político subjacente ao conflito.
A resolução foi aprovada por dez votos contra zero, com a abstenção da Jordânia.